# PCCS
PCCS（ピーシーシーエス、Practical Color Coordinate System、日本色研配色体系）とは、色彩調和を目的に日本で開発された表色系である。多くの場合、顕色系の表色系として分類される。1966年（昭和41年）に一般財団法人日本色彩研究所が開発・発表した。
マンセル表色系などと同様に色の三属性（色相・彩度・明度）による表記も可能だが、「彩度」と「明度」を複合した『トーン』の概念が存在し2属性での表記も可能な点が特徴的で、色の2属性表記で実際の色をイメージしやすいため配色を考えるのに適している。「色相（ヒュー）」と「トーン」で体系付けられるため『ヒュートーンシステム』とも呼ばれる。

## 色相（Hue）
心理四原色を骨格とした24の色相が、知覚的に均等になるように配列されている。色相の構成は以下の手順で成り立っている。
1. 心理四原色の赤・黄・緑・青を円周上に配置する。（下図●、計4色）
2. 心理四原色の心理補色を円の対向位置に配置する。（下図○、計8色）
3. 知覚的に均等になるように4色を加える。（下図△、計12色）
4. それぞれの中間色相を加える。（計24色）

12色相として用いる場合、4.で追加した中間色相を除いた12色相（●○△があるもの、偶数番号）を用いる。
| 手順 | 色 | 番号:略号 | 名称     | 備考                        |
| ---- | -- | --------- | -------- | --------------------------- |
|      |    | 1:pR      | 紫みの赤 |                             |
| ●    |    | 2:R       | 赤       |                             |
|      |    | 3:yR      | 黄みの赤 | 色光3原色の赤に近い。       |
| △    |    | 4:rO      | 赤みの橙 |                             |
|      |    | 5:O       | 橙       |                             |
| ○    |    | 6:yO      | 黄みの橙 |                             |
|      |    | 7:rY      | 赤みの黄 |                             |
| ●    |    | 8:Y       | 黄       | 色材3原色のイエローに相当。 |
|      |    | 9:gY      | 緑みの黄 |                             |
| △    |    | 10:YG     | 黄緑     |                             |
|      |    | 11:yG     | 黄みの緑 |                             |
| ●    |    | 12:G      | 緑       | 色光3原色の緑に近い。       |
|      |    | 13:bG     | 青みの緑 |                             |
| ○    |    | 14:BG     | 青緑     |                             |
|      |    | 15:BG     | 青緑     |                             |
| △    |    | 16:gB     | 緑みの青 | 色材3原色のシアンに相当。   |
|      |    | 17:B      | 青       |                             |
| ●    |    | 18:B      | 青       |                             |
|      |    | 19:pB     | 紫みの青 | 色光3原色の青に近い。       |
| ○    |    | 20:V      | 青紫     |                             |
|      |    | 21:bP     | 青みの紫 |                             |
| △    |    | 22:P      | 紫       |                             |
|      |    | 23:rP     | 赤みの紫 |                             |
| ○    |    | 24:RP     | 赤紫     | 色材3原色のマゼンタに相当。 |

複数の色を比較するとき、色相差（色相番号の差）によって以下の関係性に分類される。
| 色相差 | 関係性       | 赤（■ 2:R）を基準にしたときに該当する色相                       |
| ------ | ------------ | --------------------------------------------------------------- |
| 0      | 同一色相     | ■ 2:R                                                           |
| 1      | 隣接色相     | ■ 1:rP、■ 3:rY                                                  |
| 2・3   | 類似色相     | ■ 4:rO、■ 5:O、■ 23:rP、■ 24:RP                                 |
| 4～7   | 中差色相     | ■ 6:yO、■ 7:rY、■ 8:Y、■ 9:gY、■ 19:pB、■ 20:V、■ 21:bP、■ 22:P |
| 8～10  | 対照色相     | ■ 10:YG、■ 11:yG、■ 12:G、■ 16:gB、■ 17:B、■ 18:B               |
| 11     | 隣接補色色相 | ■ 13:bG、■ 15:BG                                                |
| 12     | 補色色相     | ■ 14:BG                                                         |

## 明度と彩度

### 明度（Lightness）
マンセル表色系の明度表記にあわせて、最も明るい白を9.5、最も暗い黒を1.5として0.5刻みの17段階で定義している。色相によって彩度が最高値のときの明度が異なり、最も明るい色相の黄（■ 8:Y）は明度は8.0、最も暗い色相の青紫（■ 20:V）は3.5となっている。

### 彩度（Saturation）
他の表色系と区別するため頭文字の「s」を付して表記し、無彩色が0s、純色が10sの10段階で定義しているが、色票では10sが表現できないため9sが事実上の純色として扱われている。各色相の最高彩度を統一している点はマンセル表色系と異なる。

### トーン
明度と彩度の複合的な概念で、有彩色は12種類、無彩色は5種類のトーンに分けられる。一覧表示する際は縦軸を明度、横軸を彩度として掲載されることが多く、以下は赤みの橙（■ 4:rO）を例にした等色相面（トーンマップ）のイメージと、トーンの名称の一覧。また、それぞれのトーンにはイメージする形容詞が設定されており、その一例を記載している。
| 9.5     | W      | p     | lt    |       |    |  |
|         | ltGy   | p     | lt    | b     |    |  |
|         | ltGy   | ltg   | sf    | b     | v  |  |
| 5.5     | mGy    | ltg   | sf    | s     | v  |  |
| 5.5     | mGy    | g     | d     | s     | v  |  |
|         | dkGy   | g     | d     | dp    | v  |  |
|         | dkGy   | dkg   | dk    | dp    |    |  |
| 明度1.5 | Bk     | dkg   | dk    |       |    |  |
|         | 彩度0s | 1～3s | 4～6s | 7～8s | 9s |  |

| 区分   | 色 | 記号 | 名称               | イメージの一例 |
| ------ | -- | ---- | ------------------ | -------------- |
| 明清色 |    | p    | ペール             | 薄い           |
| 明清色 |    | lt   | ライト             | 浅い           |
| 明清色 |    | b    | ブライト           | 明るい         |
| 純色   |    | v    | ビビッド           | さえた         |
| 暗清色 |    | dp   | ディープ           | 濃い           |
| 暗清色 |    | dk   | ダーク             | 暗い           |
| 暗清色 |    | dkg  | ダークグレイッシュ | 暗い灰みの     |
| 中間色 |    | ltg  | ライトグレイッシュ | 明るい灰みの   |
| 中間色 |    | sf   | ソフト             | 柔らかい       |
| 中間色 |    | s    | ストロング         | 強い           |
| 中間色 |    | d    | ダル               | 鈍い           |
| 中間色 |    | g    | グレイッシュ       | 灰みの         |

vは純色。上方に位置する3種類（b・lt・p）は純色に白のみを混ぜた色で「明清色」と呼ばれ、対して下方の3種類（dp・dk・dkg）は純色に黒のみを混ぜた色で「暗清色」と呼ばれる。中間の5種類は白黒の混色（灰色）を混ぜた色で「中間色」と呼ばれる。
なお、上記のトーンマップは代表色（vトーン）の明度が中央値と同じ5.5の赤みの橙（■ 4:rO）を採用しているため上下対称に近い形をとるが、高彩度での明度が高い黄（■ 8:Y）であれば高彩度のトーンが全体的に上に、明度が低い青紫（■ 20:V）であれば下に大きく歪んだ形をとる。そのため同じトーンであっても、色相によって明度が異なる場合がある（後掲「色彩調和の形式」を参照）。そのためPCCSの色立体は最高彩度ごとに明度が異なる歪んだ形状をとるが、マンセル表色系とは異なり各色相の最高彩度は9sで統一されているため、上下から見ると真円に近い形状となっている。

## 色の表記方法
色相・明度・彩度の3属性で表記する場合、有彩色は色相・明度・彩度の順に「-」で繋いで表記する。無彩色は無彩色を示す「n」を用いて、彩度は省略して明度のみを付記する。
色相とトーンの2属性で表記する場合、有彩色はトーン・色相番号を順に表記する。無彩色は灰色を示す「Gy」を用いて明度を付記するが、白や黒の場合は単に『W』『Bk』と表記し明度は付記しない。
以下は、同じ色を3属性と2属性の2種類の表記方法で表現した場合の例と、参考としてマンセル表記の例。色彩調和を目的としたPCCSでは2属性表記が主に使われる（後掲「色彩調和の形式」を参照）。
| 色 | 3属性の表記 | 2属性の表記 | マンセル表記 |
| -- | ----------- | ----------- | ------------ |
|    | 12:G-5.5-9s | v12         | 3G 5.5/11    |
|    | 2:R-8.5-2s  | p2          | 4R 8.5/2     |
|    | n-5.5       | Gy-5.5      | N 5.5        |
|    | n-9.5       | W           | N 9.5        |
|    | n-1.5       | Bk          | N 1.5        |

## 色彩調和の形式
| 色 | 3属性の表記 | 2属性の表記 |
| -- | ----------- | ----------- |
|    | 6:yO-5.0-8s | dp6         |
|    | 12:G-5.0-8s | s12         |
|    | 22:P-5.0-8s | b22         |

これらは明度と彩度が同じ数値であるため3属性の表記では似た印象を受けるが、色相によっては明度と彩度の分布に偏りがあるためトーンは一致しない。色彩調和を考える場合は色相やトーンを基準に考えるため、それらの要素を比較しやすい2属性の表記が多く用いられる。上の3色と同じトーンで色相を統一、あるいは同じ色相でトーンを統一した色の組み合わせの例は次のとおり。
| 色 | 3属性の表記 | 2属性の表記 | 色 | 3属性の表記 | 2属性の表記 |
| -- | ----------- | ----------- | -- | ----------- | ----------- |
|    | 12:G-4.0-8s | dp12        |    | 6:yO-6.5-8s | s6          |
|    | 12:G-5.0-8s | s12         |    | 12:G-5.0-8s | s12         |
|    | 12:G-6.5-8s | b12         |    | 22:P-3.5-8s | s22         |

こういった色相やトーンを統一する形式は「同系の調和」と呼ばれ、隣接・類似した色相やトーンを用いた形式の「類似の調和」とともに共通性があるために調和すると考えられている。それとは逆に対照的な色相やトーンを用いる形式は「対照の調和」と呼ばれ、色味の違いが明瞭であるために調和すると考えられている。以下は「対照の調和」の一例。
| 色 | 3属性の表記  | 2属性の表記 | 色 | 3属性の表記 | 2属性の表記 |
| -- | ------------ | ----------- | -- | ----------- | ----------- |
|    | 4:rO-6.5-8s  | b4          |    | 4:rO-6.5-8s | b4          |
|    | 16:gB-5.5-8s | b16         |    | 4:rO-2.0-2s | dkg4        |